# Julio Oscar Ojea
Julio Oscar Ojea (Mercedes, 26 de julio de 1891-1971) fue un abogado y profesor argentino, que se desempeñó como interventor federal de facto de la provincia de Buenos Aires entre 1943 y 1944.

## Biografía
Nació en Mercedes en 1891 y estudió abogacía en la Facultad de Ciencias Jurídicas y Sociales de la Universidad Nacional de La Plata, especializándose en derecho administrativo.
Fue profesor de secundaria en Bahía Blanca y Mercedes. En su ciudad natal, también fue comisionado municipal en 1940 y fundador y presidente del colegio de abogados local. Fue conjuez federal y provincial y entre 1944 y 1945 presidió la federación argentina de colegios de abogados.
A finales de 1943, fue designado interventor federal de la provincia de Buenos Aires por el presidente de facto Pedro Pablo Ramírez. Desempeñó el cargo hasta mayo de 1944. Al año siguiente, realizó una publicación de su período como interventor. En su gestión, se oficializaron los colegios de abogados en la provincia.
También ejerció como síndico y abogado para compañías de seguro y bancos, integró diversas asociaciones académicas, publicó en revistas y periódicos y fue corresponsal del diario La Nación entre 1912 y 1944.